# Flavio Lampadio
Flavio Lampadio (latino: Flavius Lampadius; fl. 530) fu un console dell'Impero bizantino.
Lampadio fu console prior del 530, assieme a Rufio Gennadio Probo Oreste; nei papiri, invece, viene nominato al secondo posto, dopo il suo collega, come se fosse un consul posterior.
Flavio Lampadio può essere identificato con il personaggio raffigurato sulla valva superstite del dittico dei Lampadi, conservato al Museo di Santa Giulia di Brescia. L'opera è però databile all'inizio del V secolo, il che escluderebbe l'appartenenza al console e rimanderebbe ad altri Lampadii, forse il Lampadio eletto praefectus urbi a Roma nel 398.